# Контрольська Валентина Василівна
Валентина Василівна Контрольська (Тарасова) (1881, м. Харків — 4 травня 1933, там само) — медична працівниця (фельдшерка), етнографка, колекціонерка. Протягом 15 років досліджувала культуру і побут кримських татар, замалювала близько 8000 зразків орнаментів кримськотатарської вишивки.

## Життєпис
Валентина Василівна Тарасова народилася 1881 року у Харкові. Рано втратила батьків.
Отримала середню спеціальну медичну освіту, стала фельдшеркою.
У 17-річному віці одружилася з випускником Харківського університету Андрієм Олександровичем Контрольським (1869—1921).
1900 р. разом з чоловіком приїхала на відпочинок до Ялти на запрошення головного редактора місцевої газети «Крымский курьер» М. К. Первухина. Крим настільки сподобався Контрольським, що невдовзі вони туди переїхали, а в 1907 році купили невеликий маєток «Мави куш» (крим. Mavı quş — «Синій птах») на р. Бельбек поблизу Севастополя.
Валентина Василівна працювала фельдшеркою. Познайомилася з місцевими жителями, вивчила кримськотатарську мову і протягом 15 років займалася дослідженням культури і побуту народів Криму.
Її колекція орнаментів кримськотатарської вишивки XVI—XIX ст. експонувалася на Всесвітній виставці в Парижі (1925).
У листопаді 1927 року В. Контрольська була заарештована за участь в антирадянській організації, але невдовзі звільнена за недоведеністю звинувачення.
1928 року Валентина Василівна вимушена була повернутися до Харкова.
Померла 1933 року від тифу.

## Дослідження
З 1906-го до початку 1920 року дослідниця відвідала понад 60 кримських поселень. Подорожуючи півостровом, замалювала близько 8000 зразків орнаментів вишивки кримських татар — головних покривал («марама»), весільних поясів, рушників, скатертин тощо. Малюнки виконані в кольорі, часто з нотатками та графічним зображенням напряму швів. 118 її малюнків нині зберігаються у фондах Бахчисарайського державного історико-культурного заповідника, інша частина розпорошена по приватних колекціях або втрачена.
У фондах Бахчисарайського заповідника зберігаються також малюнки повстяних і тканих килимів ногайців, зібрані у Криму та відтворені Валентиною Контрольською.

## Увічнення пам′яті
Наприкінці 2018 р. Бахчисарайський музей-заповідник видав малюнки В. Контрольської окремим каталогом, до якого увійшли 114 робіт, виконаних на папері в натуральну величину аквареллю, золотою та срібною фарбами.
2019 року в художньому музеї заповідника експонувалася виставка «Медик з душею художника. Малюнки Валентини Контрольської в зібранні Бахчисарайського музею-заповіднику», на якій були представлені 66 робіт, подарованих онукою майстрині Маргаритою Олександрівною Контрольською в 1983 році.